# Zacharias Werner
Friedrich Ludwig Zacharias Werner (Königsberg, 18 novembre 1768 – Vienna, 17 gennaio 1823) è stato un poeta, drammaturgo e predicatore tedesco.
Werner nacque a Königsberg, nella Prussia Orientale. Studiò legge all'università di Königsberg, ma la sua visione della vita fu plasmata da Jean-Jacques Rousseau e dai suoi discepoli tedeschi. Per anni oscillò violentemente tra l'aspirazione allo stato di natura, che lo condusse a una serie di matrimoni avventati e infelici, e un'ammirazione sentimentale, comune a molti dei romantici, per la Chiesa cattolica romana, che nel 1811 - dopo essere stato iniziato in Massoneria - lo portò alla conversione. Il talento di Werner fu riconosciuto presto e gli fece ottenere, nonostante il carattere, una piccola carica governativa a Varsavia, che più tardi scambiò con una a Berlino.
Nel corso dei suoi viaggi, e per via epistolare, Werner poté conoscere molte eminenti personalità letterarie del suo tempo; e riuscì a far rappresentare le sue opere, che ottennero molto successo. L'Attila, in particolare, rappresentò la fonte letteraria sulla quale Temistocle Solera scrisse il libretto per l'omonima opera musicata da Giuseppe Verdi. Venne poi ordinato sacerdote, rinunciò a scrivere in favore del pulpito e divenne un popolare predicatore a Vienna, dove nel 1814, nel corso del celebre congresso, i suoi sermoni eloquenti e ispirati furono ascoltati da folle di fedeli.

## Opere
- Vermischte Gedichte (Poesie varie), 1789
- Die Söhne des Thals (I Figli della Valle), 1803-1804
- Die Templer auf Cypern (I Templari a Cipro), 1803
- Die Kreuzesbrüder (I Fratelli della Croce), 1804
- Das Kreuz an der Ostsee (La Croce sull'Ostsee), 1806
- Die Brautnacht (La prima notte di nozze), 1806
- Martin Luther oder die Weihe der Kraft (Martin Lutero o la Benedizione della Forza), 1806
- Der vierundzwanzigste Februar (Il ventiquattro febbraio), 1808
- Attila, König der Hunnen. Romantische Tragödie (Attila, re degli Unni, tragedia romantica), 1809
- Wanda, 1810
- Die Weihe der Unkraft (La benedizione della Non-forza), 1813
- Kunigunde die Heilige (Cunegonda la Santa), 1815
- Geistliche Übungen für drei Tage (Esercizi spirituali per tre giorni), 1818
- Die Mutter der Makkabäer (La madre dei Maccabei), 1820